# Ïossipivka (raïon de Rozdilna)
Ïossipivka (ukrainien : Йосипівка) est une commune urbaine au sein de la communauté de communes de Zakharivka du Raïon de Rozdilna de l'oblast d'Odessa, en Ukraine. Elle compte 942 habitants en 2001.

## Histoire
Pendant la Seconde guerre mondiale une partie de l’IAP-55 se trouvait à Ïossipivka sur la base aérienne avancée de l'aérodrome militaire de Bălți de Singureni.